# Dream Street (gruppo musicale)
I Dream Street sono stati un gruppo musicale statunitense, formatosi a metà del 1999 dai produttori Louis Baldonieri e Brian Lukow.

## Storia
L'album di debutto del gruppo, dal titolo eponimo Dream Street, è stato certificato come disco d'oro negli Stati Uniti nel 2001, mentre il singolo It Happens Every Time ha raggiunto la 37isma posizione della Billboard Hot 200. Questa canzone e l'altro singolo I Say Yeah sono diventati dei veri e propri tormentoni su Radio Disney durante l'estate del 2001.
All'apice della popolarità, i Dream Street sono apparsi in vari talk show televisivi statunitensi. La loro canzone They Don't Understand è stata inserita nella compilation della colonna sonora del film Pokémon 2 - La forza di uno. Nel 2002 i Dream Street hanno recitato nei panni di loro stessi nel film The Biggest Fan, di cui hanno composto anche la colonna sonora.
Lo stesso anno il gruppo si è sciolto. Secondo i genitori, i ragazzi della band erano esposti all'alcool e alla pornografia. La situazione peggiorò quando i genitori di Chris Trousdale si schierarono dalla parte dei produttori, creando così un'ulteriore divisione tra i ragazzi della band. La causa legale portò alla rescissione del contratto. Ancora oggi il sentimento di antipatia soprattutto tra Trousdale e Jesse McCartney ha chiuso le porte a una possibile reunion.
Il componente del gruppo che ha avuto maggior successo dopo lo scioglimento è stato Jesse McCartney, che ha inciso vari album a proprio nome.

## Formazione
- Jesse McCartney
- Gregory Raposo
- Matt Ballinger
- Frankie Galasso
- Chris Trousdale

## Discografia

### Album in studio
- 2001 - Dream Street

### Raccolte
- 2002 - The Biggest Fan (Original Soundtrack)

### EP
- 2000 - Snippets

### Singoli
- 2001 -  It Happens Every Time
- 2001 - I Say Yeah
- 2002 - Sugar Rush
- 2002 - With All My Heart (con le Ruby Blue)
- 2020 - I Miss You (Dedicated to Chris Trousdale)

## Video

### Home video
- 2000 - Live In Concert
- 2001 - Live